# American Folk Blues Festival
Het American Folk Blues Festival was een muziekfestival dat vanaf 1962 een aantal jaren door Europa toerde als een jaarlijks evenement. Het introduceerde het publiek in Europa, inclusief het Verenigd Koninkrijk, bij toonaangevende bluesartiesten van die tijd, zoals Muddy Waters, Howlin' Wolf, John Lee Hooker en Sonny Boy Williamson II, van wie de meesten nog nooit eerder buiten de Verenigde Staten hadden opgetreden. De tournees trokken veel media-aandacht, waaronder tv-shows, en droegen bij aan de groei van het publiek voor bluesmuziek in Europa.

## Geschiedenis
De Duitse jazzpublicist Joachim-Ernst Berendt kwam voor het eerst op het idee om oorspronkelijke Afro-Amerikaanse bluesartiesten naar Europa te halen. Jazz en rock-'n-roll waren erg populair geworden. Berendt dacht dat het Europese publiek naar de concertzalen zou toestromen om ze persoonlijk te zien.
Promotors Horst Lippmann en Fritz Rau brachten dit idee tot werkelijkheid. Door contact op te nemen met Willie Dixon, een invloedrijke bluescomponist en bassist uit Chicago, kregen ze toegang tot de bluescultuur van het zuiden van de Verenigde Staten. Het eerste festival werd gehouden in 1962 en ze gingen bijna jaarlijks door tot 1972, waarna een onderbreking volgde van acht jaar, waarna het festival in 1980 weer nieuw leven werd ingeblazen tot het laatste optreden in 1985.

### Optredens en publiek
Tijdens de concerten waren enkele van de toonaangevende bluesartiesten van de jaren 1960 te zien, zoals Muddy Waters, Howlin' Wolf, Willie Dixon, John Lee Hooker en Sonny Boy Williamson II. Sommigen speelden in unieke combinaties, zoals T-Bone Walker die gitaar speelde voor pianist Memphis Slim, Otis Rush met Junior Wells en Sonny Boy Williamson met Muddy Waters. De festival-dvd's bevatten de enige bekende beelden van Little Walter en zeldzame opnamen van John Lee Hooker, die mondharmonica speelt.
Het publiek in Manchester in 1962, de eerste locatie voor het festival in Groot-Brittannië, omvatte Mick Jagger, Keith Richards, Brian Jones en Jimmy Page. Latere aanwezigen op de eerste Londense festivals waren ook invloedrijke muzikanten als Eric Burdon, Eric Clapton en Steve Winwood. Gezamenlijk waren dit de belangrijkste drijfveren in de blues-explosie die zou leiden tot de Britse invasie.
Sonny Boy Williamsons bezoek aan Londen met het festival van 1963 leidde ertoe dat hij een jaar in Europa doorbracht, waaronder het opnemen van het album Sonny Boy Williamson And The Yardbirds (voor het eerst uitgebracht bij Star-Club Records in 1965) en opnamen met The Animals.

### Blues and Gospel Train
Op 7 mei 1964 zond Granada Television het programma Blues and Gospel Train uit, geregisseerd door John Hamp met Muddy Waters, Sonny Terry en Brownie McGhee, Sister Rosetta Tharpe, Rev. Gary Davis, Cousin Joe en Otis Spann. Voor het filmen transformeerde het bedrijf het in onbruik geraakte Wilbraham Road-station in Chorltonville, waardoor het de veronderstelde uitstraling kreeg van een station in zuidelijke Amerikaanse stijl. Zo'n 200 fans werden met de trein naar het perron tegenover de artiesten gebracht. Het optreden werd onderbroken door een regenbui, waarna Tharpe het gospelnummer Didn't It Rain ten gehore bracht.

### Artiesten
Bluesmuzikanten die optraden op de American Folk Blues Festival-tournees waren onder meer Muddy Waters, Sonny Boy Williamson, John Lee Hooker, Sippie Wallace, T-Bone Walker, Sonny Terry & Brownie McGhee, Memphis Slim, Otis Rush, Lonnie Johnson, Eddie Boyd, Big Walter Horton, Junior Wells, Big Joe Williams, Mississippi Fred McDowell, Willie Dixon, Otis Spann, Big Mama Thornton, Bukka White, Jimmy Reed, Howlin' Wolf (met een band bestaande uit Sunnyland Slim, Hubert Sumlin, Willie Dixon en drummer Clifton James), Champion Jack Dupree, Son House, Armand 'Jump' Jackson, Skip James, Sleepy John Estes, Little Brother Montgomery, Victoria Spivey, J.B. Lenoir, Little Walter, Carey Bell, Louisiana Red, Lightnin' Hopkins, Joe Turner, Buddy Guy, Magic Sam, Lee Jackson, Matt 'Guitar' Murphy, Roosevelt Sykes, Doctor Ross, Koko Taylor, Hound Dog Taylor, Archie Edwards, Helen Humes en Sugar Pie DeSanto.

## Discografie
Veel van de concerten werden uitgebracht op een langlopende jaarlijkse reeks platen, die in de jaren 1990 opnieuw werden verzameld voor publicatie.

#### Officieel
- American Folk Blues Festival, 1962-1968
- The Lost Blues-tapes (1993)
- Blues Giants
- American Folk Blues Festival 1970

#### Verkrijgbaar op dvd
The American Folk Blues Festival 1962-1966, Vols 1-3 (zwart-wit, live opgenomen in de Baden-Baden studio van het Duitse openbare radio- en tv-netwerk ARD, en (volume 3) van de Deense nationale omroep. 

#### Bootleg
Muddy Waters - Hoochie Coochie Man (Laserlight Fake)